# 八代嘉美
八代 嘉美（やしろ よしみ、1976年（昭和51年） - ）は、日本の幹細胞生物学者。学位は、博士（医学）（東京大学・2009年）。慶應義塾大学特任助教・京都大学特定准教授・神奈川県立保健福祉大学ヘルスイノベーション研究科教授等を経て、藤田医科大学橋渡し研究支援人材統合教育・育成センター教授。慶應義塾大学殿町先端研究教育連携スクエア特任教授（非常勤）を兼任。

## 来歴
1995年、愛知県立高蔵寺高等学校卒業、2003年、名城大学薬学部卒業。2005年、東京大学大学院医学系研究科医科学専攻修士課程修了。2007年、東京大学医科学研究所リサーチアシスタント。2008年、同グローバルCOE特別リサーチアシスタント。2009年、東京大学大学院医学系研究科病因・病理学専攻博士課程修了。博士（医学）。
2009年、慶應義塾大学医学部生理学教室・総合医科学研究センター特任助教。2011年、東京女子医科大学先端生命医科学研究所特任講師。2012年、慶應義塾大学総合医科学研究センター幹細胞情報室特任准教授。
2013年、京都大学iPS細胞研究所上廣倫理研究部門特定准教授。2018年、東京大学医学部客員研究員、慶應義塾大学医学部生理学教室訪問教授。2019年、神奈川県立保健福祉大学イノベーション政策研究センター副センター長・教授。2021年、同大学ヘルスイノベーション研究科教授。
2023年、藤田医科大学橋渡し研究支援人材統合教育・育成センター教授、慶應義塾大学殿町先端研究教育連携スクエア特任教授（非常勤）。2024年、慶應義塾大学医学部整形外科学教室訪問教授。

## 受賞
- 2020年 - 科学技術社会論学会 科学技術社会論・柿内賢信記念賞 実践賞（「社会と共創する再生・細胞治療研究の試みについて」）[3]
- 2022年 - 日本再生医療学会 The Johnson & Johnson Innovation Award[3]

## 研究分野
- 内科系臨床医学 / 血液内科学 / 幹細胞生物学[1]
- 造血幹細胞の未分化性に関わる因子のプロテオミクス的解析
- 造血幹細胞由来cDNAライブラリのバイオインフォマティクス的解析
- 産業利用を前提にした間葉系幹細胞・造血幹細胞の品質の検討
- 再生医療・細胞治療における「責任ある研究・イノベーション」

## 著書
- 『iPS細胞 世紀の発見が医療を変える』、平凡社平凡社新書、2008年7月。
  - 『増補 iPS細胞 世紀の発見が医療を変える』、平凡社新書、2011年9月。
- 中内啓光共著、『再生医療のしくみ』、日本実業出版社、2006年12月。
- 海猫沢めろん共著、『死にたくないんですけど――iPS細胞は死を克服できるのか』、ソフトバンクソフトバンク新書、2013年9月。

## 論文
- 国立情報学研究所収録論文 国立情報学研究所
- 八代嘉美「iPS細胞 世紀の発見が医療を変える」、2009年、2011年増補版、平凡社。
- 八代嘉美，中内啓光「再生医療のしくみ」、2007年、日本実業出版社。
- 八代嘉美「幹細胞研究と日本の科学技術政策」日本臨床,69(12):2251-2256. 2011
- 八代嘉美「再生医療における生命倫理のあり方について」医薬ジャーナル, 47(9):93-95. 2011
- Yashiro Yoshimi, Bannai Hideo, Minowa Takashi, Yabiku Tomohide, Miyano Satoru, Osawa Mitsujiro, Iwama Atsushi, Nakauchi Hiromotsu.: Transcriptional profiling of hematopoietic stem cells by high-throughput sequencing. International Journal of Hematology. 89(1):24-33. 2009

## メディア
- ユリイカ 増刊号 総特集=初音ミク